# Geschiedenis van Vaticaanstad
De geschiedenis van Vaticaanstad of het Vaticaan als onafhankelijke staat begint met het Verdrag van Lateranen en het Concordaat in 1929. In het Verdrag van Lateranen erkende de regering-Mussolini Vaticaanstad als een onafhankelijke staat, terwijl het Concordaat regelde dat het katholicisme in Italië een speciaal statuut kreeg.

## De Kerkelijke Staat
De paus bezat eeuwenlang een Kerkelijke Staat, die zowat heel Midden-Italië omvatte. Een groot gedeelte van Midden-Italië kwam onder pauselijk gezag door het gebruik van een vervalste brief van Constantijn de Grote - de Donatio Constantini - en een document dat door de Heilige Petrus zou zijn geschreven. In 1799 en 1848 werd de paus door respectievelijk Napoleon en de Romeinse bevolking uit Rome verdreven, maar de pausen slaagden er telkens in hun gezag terug te vestigen. Beide malen werd het Joods getto in Rome terug ingesteld door de paus. In 1866 veroverden de republikeinse troepen onder Garibaldi twee derde van de Kerkelijke Staat, maar Latium (met Rome) bleef voor de paus behouden door steun van de Franse keizer Napoleon III.
In 1870 moest Napoleon III zijn troepen terugtrekken om deze in te zetten aan het front in de Frans-Duitse Oorlog (1870-1871). Paus Pius IX deed nog een hulpeloze poging om katholieke jongemannen als Pauselijke Zoeaven de Kerkelijke Staat te laten verdedigen. Toch werd ook Latium, met de hele stad Rome, door het in 1861 opgerichte koninkrijk Italië geannexeerd. De politieke macht van de kerkelijke hoogwaardigheidsbekleders was in Italië door de liberaal-nationalisten vrijwel tenietgedaan. Hoewel de Kerkelijke Staat in 1870 had opgehouden te bestaan kon de Heilige Stoel, als zelfstandig subject van volkerenrecht, wel diplomatieke betrekkingen blijven onderhouden.

## Het Verdrag van Lateranen
De paus beschouwde zichzelf na het verlies als de gevangene van het Vaticaan en wilde het gebied niet verlaten, ook omdat antiklerikaal geweld veelvuldig gesteund werd door de Italiaanse regering. Nochtans hebben opeenvolgende Italiaanse regeringen, bang voor internationale repercussies, de pausen herhaalde malen sterke garanties aangeboden. Opeenvolgende pausen bleven de legitimiteit van de annexatie van 1870 bestrijden. Deze situatie duurde bijna 60 jaar, tot 1929. Toen ondertekenden paus Pius XI en Mussolini het Verdrag van Lateranen (Sint-Jan van Lateranen is de kathedraal van het bisdom Rome, buiten het Vaticaan). Hierin werd bepaald dat de paus het huidige grondgebied als soevereine staat toegewezen kreeg. Tevens verzoenden de paus en het Italiaanse koninklijk huis zich. De paus verbood katholieke verenigingen om deel te nemen aan het politieke leven. Aldus kregen de fascisten vrij spel. Het Vaticaan kreeg ook een schadeloosstelling voor het in 1870 verloren grondgebied. Daarnaast werden Vaticaanse bedrijven in Italië vrijgesteld van belastingen en taksen. Al vóór de Tweede Wereldoorlog verslechterde de relatie met de Italiaanse fascistische regering. In 1931 ontbond Italië de katholieke jeugdverenigingen. In Duitsland maakte Mgr. Pacelli, nuntius en later Pius XII, de katholieke Zentrumpartei monddood. Een concordaat met Duitsland van 20 juli 1933 werd door Berlijn naast zich neergelegd en in 1937 veroordeelde paus Pius XI de Duitse regering voor de religieuze vervolgingen. Hij repte evenwel met geen woord over de vervolging van Joden en communisten. Bij het uitbreken van de oorlog verklaart het Vaticaan zich neutraal.

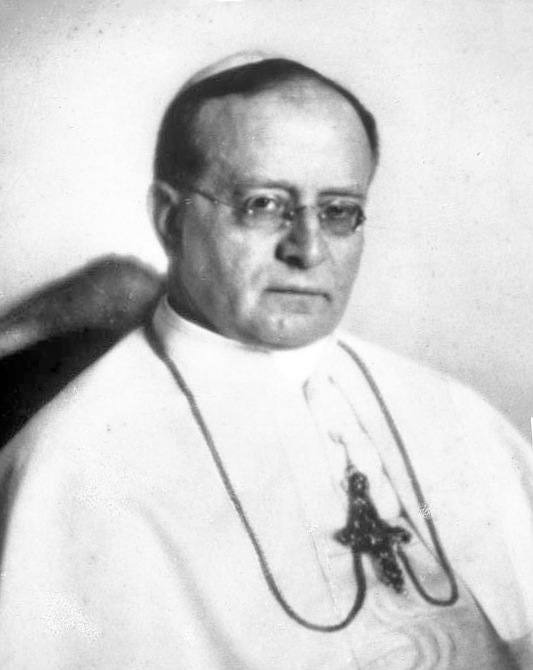
Paus Pius XI
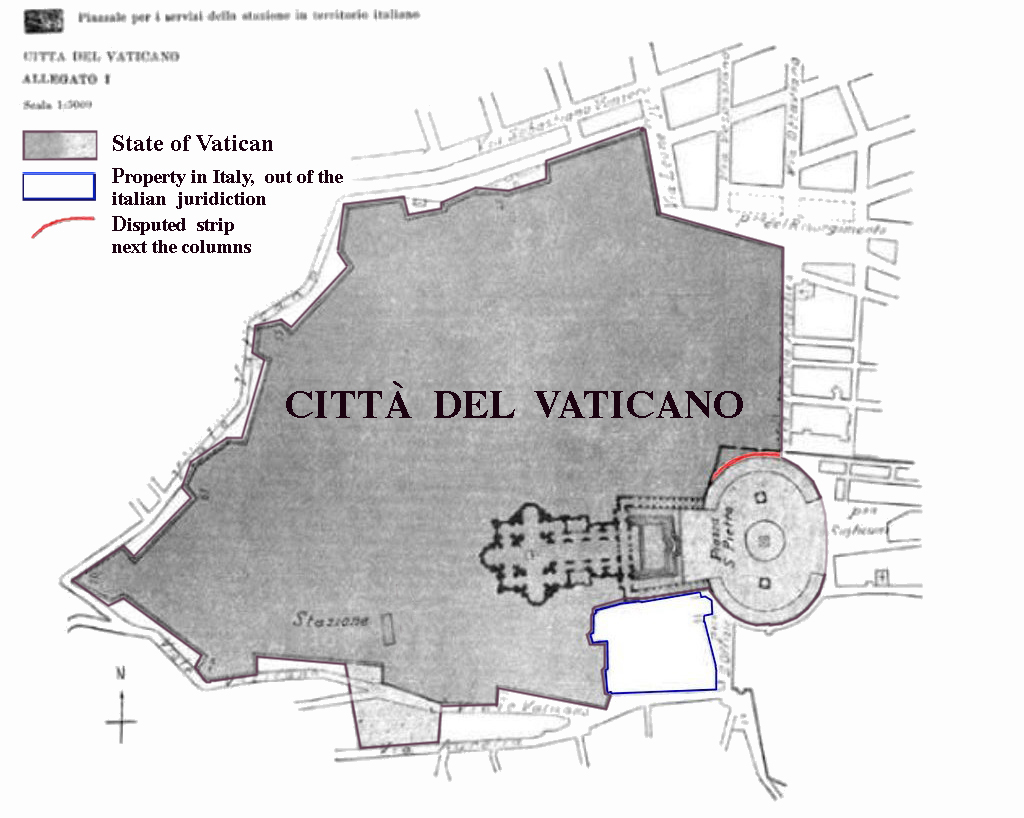
Grondgebied volgens het Verdrag van Lateranen
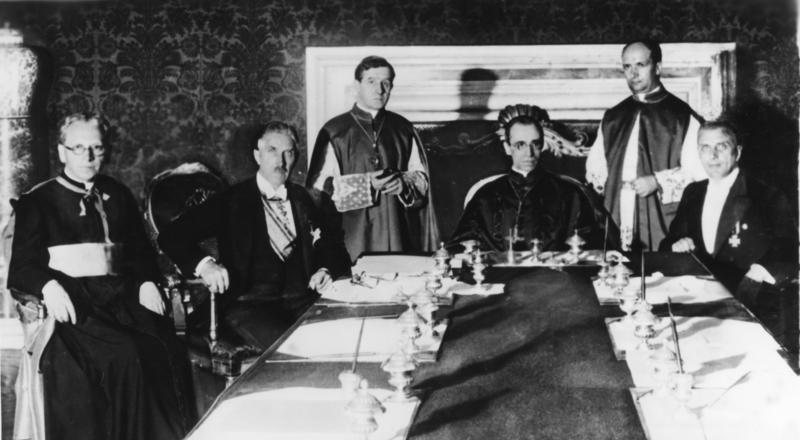
Ondertekening van het concordaat met Duitsland

## Na de Tweede Wereldoorlog
Na de oorlog start het Vaticaan een proces van herstel van de betrekkingen met de seculiere wereld. In de jaren 50 introduceert paus Pius XII veel aspecten van de moderne wetenschap in het denken en de praktijk van de Rooms-Katholieke Kerk. Dit proces leidt tot het Tweede Vaticaans Concilie (1962-1965). Tegelijkertijd maakt het Vaticaan zich sterk voor antiabortus, anti-euthanasie en probeerde de wereldwijde rooms-katholieken op het “rechte spoor” te houden. In 1984 wordt een nieuw concordaat met Italië gesloten. Op 10 januari 1984 worden de diplomatieke relaties met de Verenigde Staten van Amerika, die in 1867 verbroken waren, hersteld. Op 30 december 1993 wordt een basisakkoord met de Joodse staat Israël gesloten. Onder paus Johannes Paulus II, de eerste niet-Italiaanse paus in eeuwen, verzette het Vaticaan zich uitdrukkelijk zowel tegen het kapitalisme als tegen het communisme. In de praktijk steunde Johannes Paulus II sterk de vakbond Solidariteit in zijn geboorteland Polen. In 2003 verzette hij zich tegen de Golfoorlog.
In april 2005 werd de Duitse Joseph Ratzinger als paus Benedictus XVI staatshoofd van Vaticaanstad als opvolger van paus Johannes Paulus II. Paus Benedictus XVI legde op 28 februari 2013 zijn ambt neer vanwege gezondheidsredenen en ouderdom. Hij werd opgevolgd door paus Franciscus.

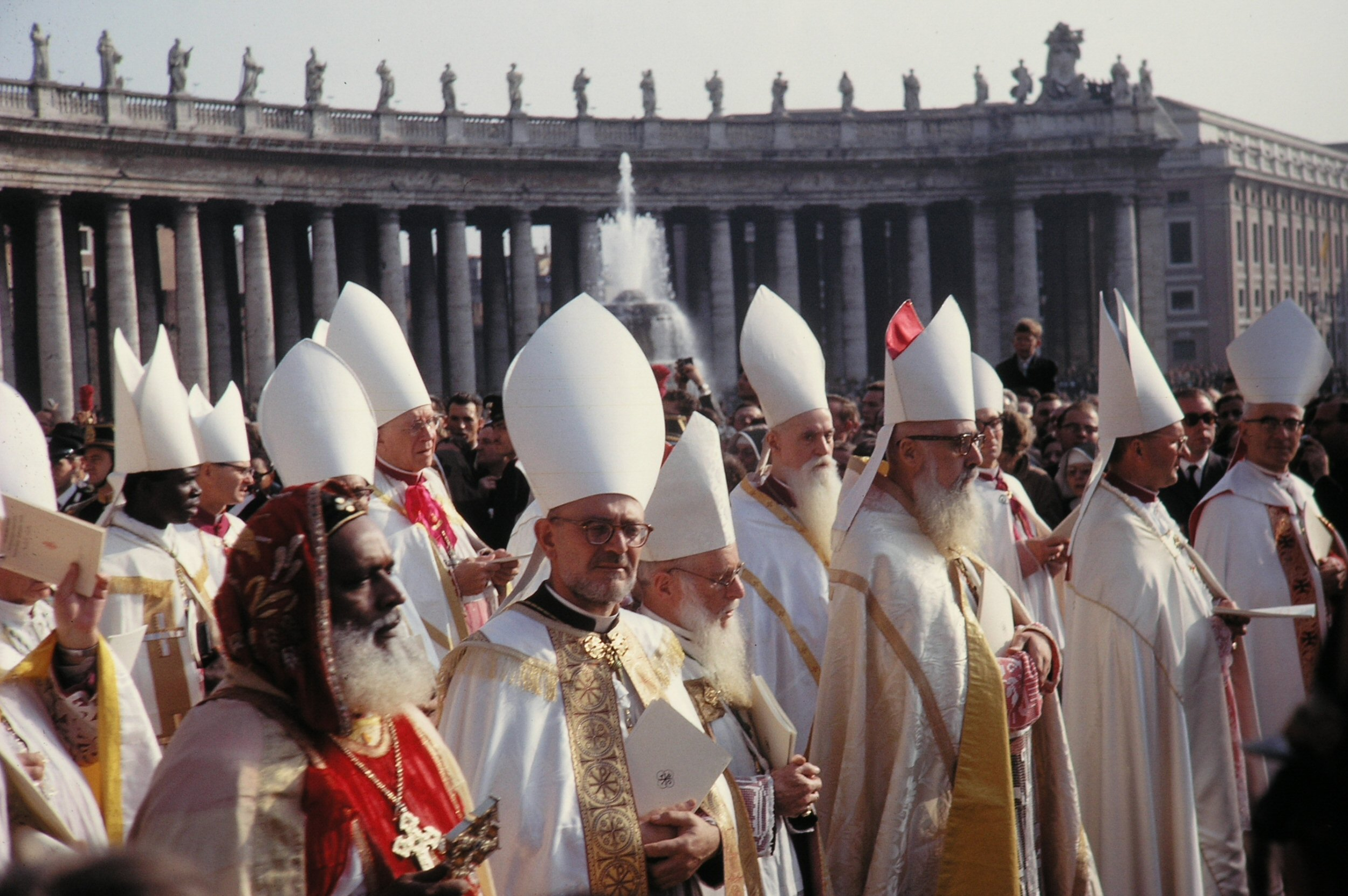
Opening van het Tweede Vaticaans Concilie
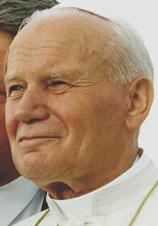
Paus Johannes Paulus II
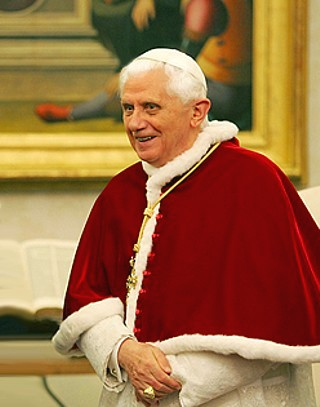
Paus Benedictus XVI
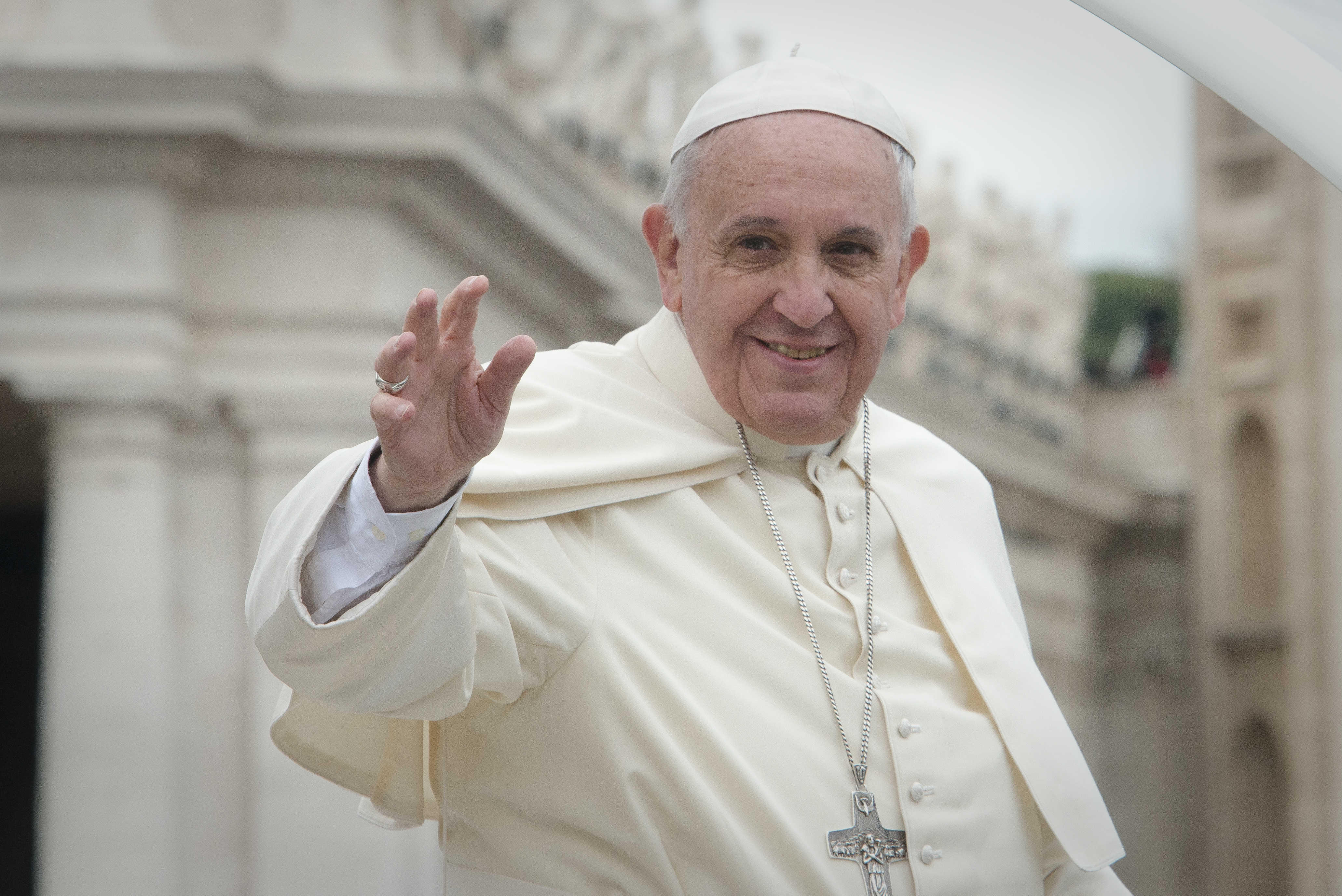
Paus Franciscus